# Camposicola
Camposicola is een geslacht van hooiwagens uit de familie Gonyleptidae.
De wetenschappelijke naam Camposicola is voor het eerst geldig gepubliceerd door Mello-Leitão in 1924. 

## Soorten
Camposicola omvat de volgende 2 soorten:
- Camposicola altifrons
- Camposicola sanctateresae